# من احساس زیبایی می‌کنم (فیلم)
من احساس زیبایی می‌کنم (به انگلیسی: I Feel Pretty) یک فیلم کمدی آمریکایی است که ۲۰ آوریل ۲۰۱۸ عرضه شد. ایمی شومر میشل ویلیامز و امیلی راتایکوفسکی از بازیگران آن هستند.
این فیلم نقدهای متنوعی از جانب منتقدین دریافت کرد که آنرا نامتعهد به لحن داستان توصیف کرده‌اند.

## داستان
رنی برت زنی معمولی است که دچار احساس ناامنی و کمبود اعتماد به نفس می‌شود. یک روز معمولی از خواب بیدار می‌شود در حالی که در وجودش اعتماد به نفس زیادی احساس می‌کند. با این که ظاهرش تغییری نکرده حس می‌کند که زیباترین زن دنیاست و می‌خواهد بدون ترس و شاد زندگی کند.

## مناقشات
فیلم متهم شده‌است که بدون آنکه اشاره کند شباهت‌هایی به فیلم دیگری به سال ۱۹۴۵ دارد. از دیگر نقدها به فیلم راجع به تحقیر بدن است. به این نقد پاسخ‌هایی داده‌اند.